# Skáld (glasbena skupina)
Skáld je francoska neofolk glasbena skupina, ustanovljena leta 2018.
Za njihovo glasbo je značilna uporaba tradicionalnih glasbenih inštrumentov in petje skaldov v stari nordijščini. Skupina se močno opira na skandinavsko kulturo in nordijsko mitologijo.

## Člani
- Christophe Voisin-Boisvinet: kompozicija in realizacija
- Justine Galmiche: petje
- Pierrick Valence: petje, talharfa in nyckelharfa
- Mattjö Haussy: petje

## Diskografija
- Le Chant des Vikings (2019)
- Vikings Memories (2020)